# Parasomnia
Parasomnia (с англ. — «Парасомния») — шестнадцатый студийный альбом американской прогрессив-метал группы Dream Theater, выпущенный 7 февраля 2025 года на лейбле Inside Out Music. Это первый студийный альбом группы за более чем пятнадцать лет со времен Black Clouds & Silver Linings (2009), в записи которого принял участие сооснователь группы барабанщик Майк Портной; это также первый альбом с Портным, в записи которого он не участвовал в качестве сопродюсера со времен Falling into Infinity (1997).
Parasomnia является концептуальным альбомом о парасомнии, охватывающий широкий спектр необычных и нежелательных переживаний и форм поведения, которые люди испытывают во сне, также известных как нарушения сна.

## Предыстория и производство
Намерение Dream Theater работать над своим шестнадцатым студийным альбомом впервые было упомянуто примерно через шесть месяцев после выхода A View from the Top of the World, когда клавишник Джордан Рудесс рассказал VW Music о планах группы на будущее: «После того, как мы вернемся с последнего концерта европейского тура, у нас будет небольшой перерыв. А после того, как я закончу свои сольные концерты, Dream Theater продолжит гастроли с несколькими концертами в Японии, Южной Америке и в других местах, о которых будет объявлено по мере продвижения. Когда все уляжется, мы снова войдем в студию и запишем новый альбом, который будет потрясающим. Так что, да, такие вещи уже на горизонте».
В октябре 2022 года гитарист Джон Петруччи заявил, что Dream Theater начнут записывать свой шестнадцатый студийный альбом в конце 2023 года. Два месяца спустя фронтмен Джеймс ЛаБри сказал, что он «не видел группу отправляющейся в студию до начала 24-го», добавив: «Я не думаю, что имело бы смысл быть там до этого. Но не цитируйте меня в этом. Некоторые вещи всегда меняются».
25 октября 2023 года Dream Theater объявили об уходе барабанщика Майка Манджини, поскольку они воссоединились с Майком Портным после тринадцати лет, что стало кульминацией примирения между Портным, Петруччи, Маянгом, Рудессом и ЛаБри; ЛаБри и Портной не разговаривали в течение одиннадцати лет до совместного концерта в Нью-Йорке в 2022 году. Группа подтвердила, что запишет свой первый студийный альбом с Портным впервые за пятнадцать лет. Портной сказал в интервью Rolling Stone: «Я не хочу слишком философствовать по этому поводу, но мы все стареем. Вот нам 50 и 60 лет. Вы начинаете думать о реальности: „Сколько времени у нас осталось?“ Я бы не хотел, чтобы это стало ситуацией Роджера Уотерса с Pink Floyd или Питера Гэбриэла с Genesis, когда фанаты хотят этого, но этого никогда не происходит».
Прогресс в работе над продолжением A View from the Top of the World начался в феврале 2024 года, когда Портной опубликовал фотографии из студии DTHQ, показав, что альбом записывается. 2 апреля 2024 года Петруччи и Портной объявили, что все сочинения и партии ударных были завершены; дальнейшая запись продолжалась до июля того же года.
10 октября 2024 года Dream Theater выпустили «Night Terror» в качестве первого сингла с альбома и объявили название, список треков и дату релиза. Второй сингл «A Broken Man» был выпущен 3 декабря 2024 года, за ним последовал «Midnight Messiah» 22 января 2025 года.
| Оценки критиков  | Оценки критиков |
| Источник         | Оценка          |
| ---------------- | --------------- |
| Allmusic         | [ 15 ]          |
| Blabbermouth.net | 9/10            |
| Classic Rock     | 3.0/5           |
| MetalSucks       | 4.5/5           |
| Sputnikmusic     | 4.0/5           |

## Приём
Parasomnia был очень ожидаемым альбомом, Loudwire, Stereogum и Ultimate Guitar включили его в свои списки самых ожидаемых альбомов 2025 года.

## Список композиций
Вся музыка написана Джоном Петруччи, Джоном Маянгом, Джорданом Рудессом, Джеймсом ЛаБри и Майком Портным.
| №                   | Название                  | Текст песни         | Длительность |
| ------------------- | ------------------------- | ------------------- | ------------ |
| 1.                  | «In the Arms of Morpheus» | (инструментал)      | 5:22         |
| 2.                  | «Night Terror»            | Джон Петруччи       | 9:55         |
| 3.                  | «A Broken Man»            | Джеймс ЛаБри        | 8:30         |
| 4.                  | «Dead Asleep»             | Петруччи            | 11:06        |
| 5.                  | «Midnight Messiah»        | Майк Портной        | 7:58         |
| 6.                  | «Are We Dreaming?»        | (интерлюдия)        | 1:28         |
| 7.                  | «Bend the Clock»          | ЛаБри               | 7:24         |
| 8.                  | «The Shadow Man Incident» | Петруччи            | 19:32        |
| Общая длительность: | Общая длительность:       | Общая длительность: | 71:15        |

## Участники записи

### Dream Theater
- Джеймс ЛаБри — вокал
- Джон Петруччи — гитара, бэк-вокал
- Джон Маянг — бас-гитара
- Джордан Рудесс — клавишные
- Майк Портной — ударные, бэк-вокал

### Запись
- Джон Петруччи — продюсер
- Джеймс «Jimmy T» Меслин — звукоинженер, дополнительное продюсирование
- Энди Снип — звукоинженер, микширование, мастеринг
- Марк Гиттинс — Dolby Atmos микширование
- Хью Сайм — обложка, иллюстрации
- Марк Марьянович — фотографии

## Позиции в чартах
| Чарт (2025)                                   | Высшая позиция |
| --------------------------------------------- | -------------- |
| Австралия (ARIA)                              | 24             |
| Бельгия/Фландрия (Ultratop)                   | 5              |
| Бельгия/Валлония (Ultratop)                   | 6              |
| Нидерланды (Album Top 100)                    | 4              |
| Финляндия (Suomen virallinen lista)           | 6              |
| Германия (Offizielle Top 100)                 | 3              |
| Италия (Classifica album)                     | 8              |
| Япония (Oricon)                               | 12             |
| Норвегия (VG-lista)                           | 9              |
| Шотландия (Scottish Albums Chart)             | 5              |
| Швеция (Sverigetopplistan)                    | 9              |
| Швейцария (Schweizer Hitparade)               | 2              |
| Великобритания (UK Albums Chart)              | 23             |
| Великобритания (UK Rock & Metal Albums Chart) | 1              |